# Похиленко, Валентина Ивановна
Валентина Ивановна Похиленко — советский хозяйственный, государственный и политический деятель.

## Биография
Родилась в 1917 году близ Белгорода-Днестровского. Член ВКП(б) с 1951 года.
Закончила шесть классов средней школы. С 1935 года — на хозяйственной, общественной и политической работе. В 1935—1972 гг. — рабочая на рыбозаводе, мастер-коптильщик Белгород-Днестровского рыбоконсервного комбината Одесской области Украинской ССР.
Избиралась депутатом Верховного Совета СССР 3-го, 4-го и 5-го созывов от Белгород-Днестровского избирательного округа Одесской области.
Умерла после 1995 года.